# Something Like a Business
Something Like a Business es una película de comedia de 2010, dirigida por Russ Parr, que a su vez la escribió, musicalizada por Vito A. Colapietro II y Jim McKeever, en la fotografía estuvo Jeff Clark junto a Jeffrey R. Clark, los protagonistas son Kevin Hart, Clifton Powell y Jennifer Titus, entre otros. El filme fue realizado por Swirl Films, Up To Parr Productions (II) y UpToParr Productions LLC, se estrenó el 15 de junio de 2010.

## Sinopsis
Un hombre que pretende ser proxeneta pelea por obtener plata luego de heredar el servicio de acompañantes de su fallecido tío y darse cuenta de que los rivales en ese negocio son bravos.